# 송일호
송일호(宋日昊, 1955년 4월~)는 조선민주주의인민공화국의 외교관이다. 조선민주주의인민공화국의 북일 국교정상화교섭 담당대사를 맡고 있다.